# Rina Gaioni
Rina Gaioni, nome d'arte di Caterina Franchi, conosciuta anche con il nome da coniugata di Rina Govi, con lo pseudonimo di Gigia Gaioni o col nomignolo di Scià Rina (Signora Rina) (Milano, 1893 – Genova, 8 agosto 1984), è stata un'attrice teatrale italiana.

## Biografia
Nata a Milano nel 1893, si trasferì giovanissima a Genova, dove nel 1911 conobbe durante una rappresentazione l'attore Gilberto Govi. L'incontro avvenne al teatro Nazionale, l'odierno Teatro di Sant'Agostino. Il 26 settembre 1917 i due si sposarono.
Poco dopo il matrimonio Rina Gaioni entrò nel mondo del teatro, esibendosi con la compagnia dialettale di Govi e poco dopo cominciò a recitare in tutte le sue commedie: I manezzi pe majâ na figgia, Pignasecca e Pignaverde, Colpi di timone, Quello bonanima, Gildo Peragallo ingegnere, I Guastavino ed i Passalacqua e Sotto a chi tocca. Restò nella compagnia anche per le registrazioni delle commedie goviane che la Rai effettuò a fine anni cinquanta; inoltre interpretò il ruolo della vecchia in Schêuggio Campanna di Canesi.

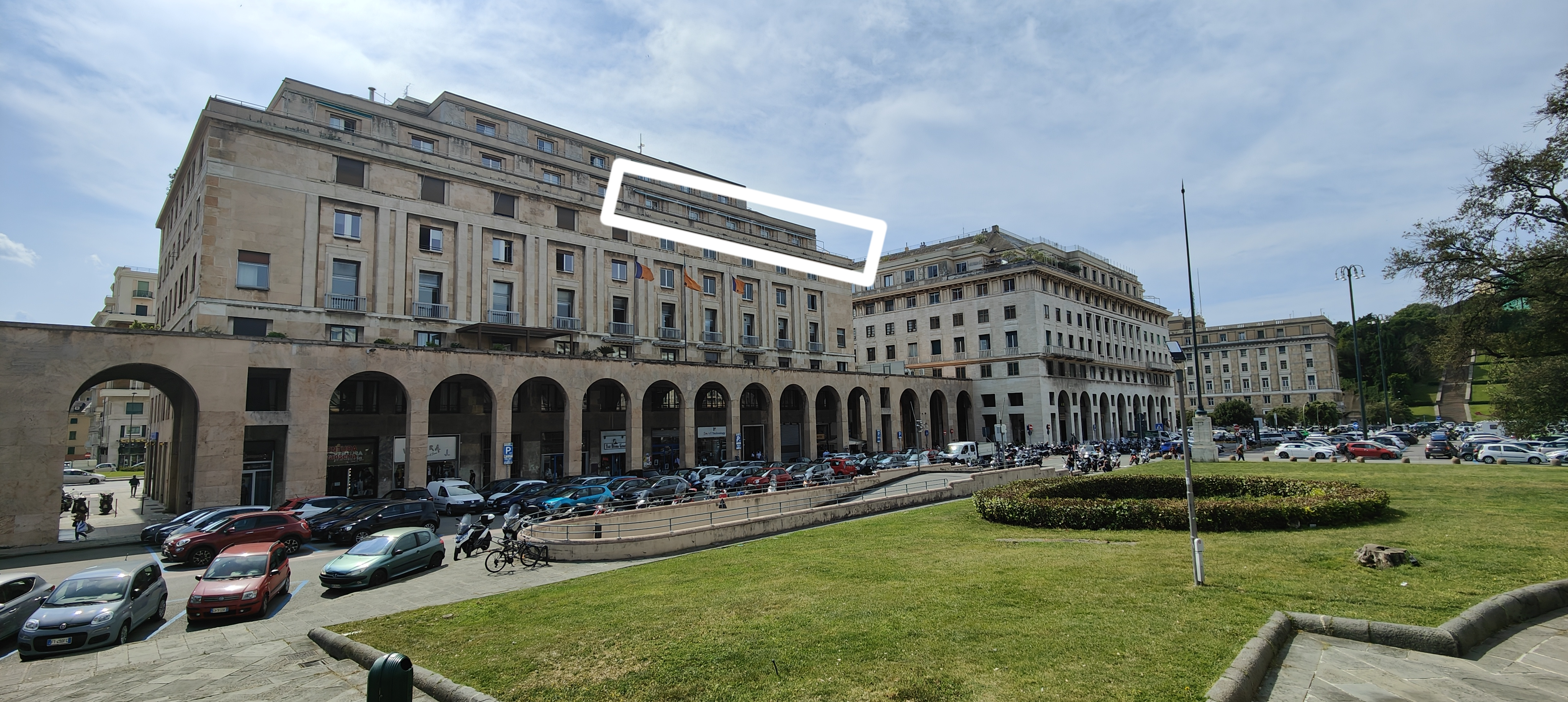
Il palazzo di Piazza della Vittoria dove vissero al sesto piano i coniugi Govi dal 1938 (nel riquadrino, l'esterno dell'appartamento)

Dopo la morte del marito nel 1966 lasciò le scene e la vita pubblica ritirandosi nella sua casa di piazza della Vittoria a Genova. Si spense nel 1984 a 91 anni, nella clinica genovese Montallegro, dopo che le sue condizioni di salute si erano aggravate a causa delle complicazioni di un intervento resosi necessario per la rottura del femore. È stata sepolta nella tomba della famiglia Govi al cimitero monumentale di Staglieno a Genova. Due giorni dopo la sua morte la compagnia stabile del teatro dialettale genovese a Milano "Sotta a Lanterna" ha istituito in sua memoria il premio "Rina Govi".

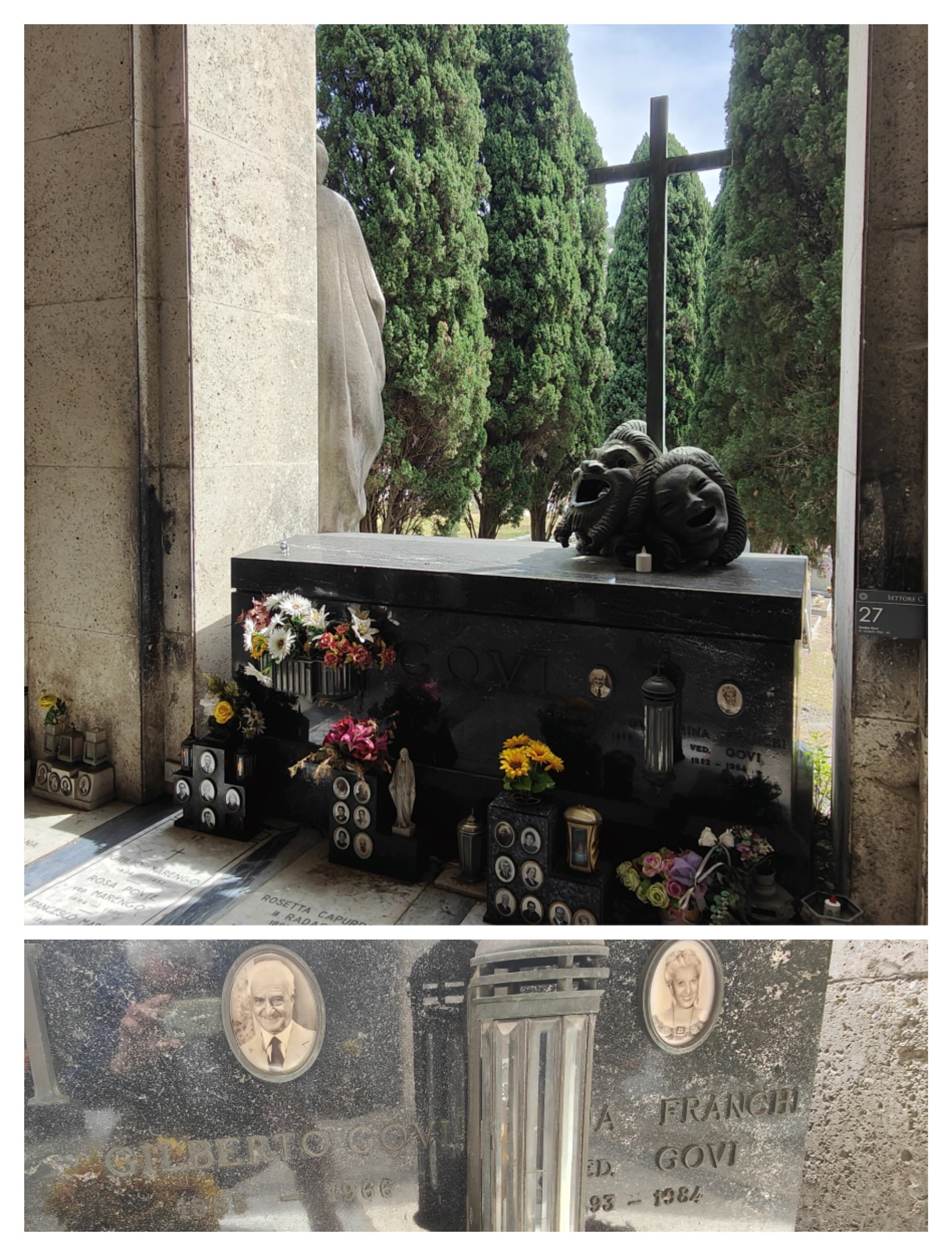
La tomba di Gilberto Govi e Rina Gaioni nel cimitero di Staglieno. La croce e le maschere, simbolo del teatro, furono disegnate da Govi stesso nel 1963 e realizzate dallo scultore Guido Galletti

Nel 2007 presso il quartiere genovese di Bolzaneto è stato intitolato a lei e al marito il teatro Rina e Gilberto Govi.

## Televisione
- Tuttogovi, RAI 3 Liguria, 1980 (7 puntate), intervistata da Vito Molinari e Mauro Manciotti in ricordo di Gilberto Govi.